# Галогеніди металів
Галогені́ди мета́лів (рос. галогениды металлов, англ. metal halides) — сполуки металів з галогенами. Галогеніди металів, атоми яких перебувають в ступені окиснення +1 або +2 — типові солі, переважно розчинні у воді (крім солей срібла, ртуті). Галогеніди полівалентних металів переважно ковалентні. У загальному, підвищення ступеня окиснення приводить до наступних змін у структурі: тривимірна йонна (MHal, MHal2) → шарова (MHal3) або полімерна (MHal4, MHal5) → молекулярна (наприклад, MHal5, MHal6).